# 托尔佩
托尔佩（義大利語：Torpè），是意大利撒丁大区努奥罗省的一个市镇。总面积92.3平方公里，人口2907人，人口密度31.5人/平方公里（2009年）。ISTAT代码为091094。